# Фотофосфорилювання

Нециклічне фотофосфорилювання протягом світлової фази фотосинтезу на тилакоїдній мембрані

Фотофосфорилюва́ння — трансформація енергії світла шляхом передачі збуджених електронів електронтранспортним ланцюгом на внутрішній мембрані хлоропласту рослин для синтезу молекули АТФ. АТФ синтезується шляхом фосфорилювання молекули АДФ, звідки й назва.